# بن دوليك
بن دوليك (بالإنجليزية: Ben Dolic)‏ هو مغني سلوفيني ولد في 4 مايو 1997.

## وصلات خارجية
- بن دوليك على موقع IMDb (الإنجليزية)
- بن دوليك على موقع ميوزك برينز (الإنجليزية)
- بن دوليك على موقع أول ميوزيك (الإنجليزية)
- بن دوليك على موقع ديسكوغز (الإنجليزية)
- بن دوليك على موقع ديسكوغز (الإنجليزية)